# 新婦人協会

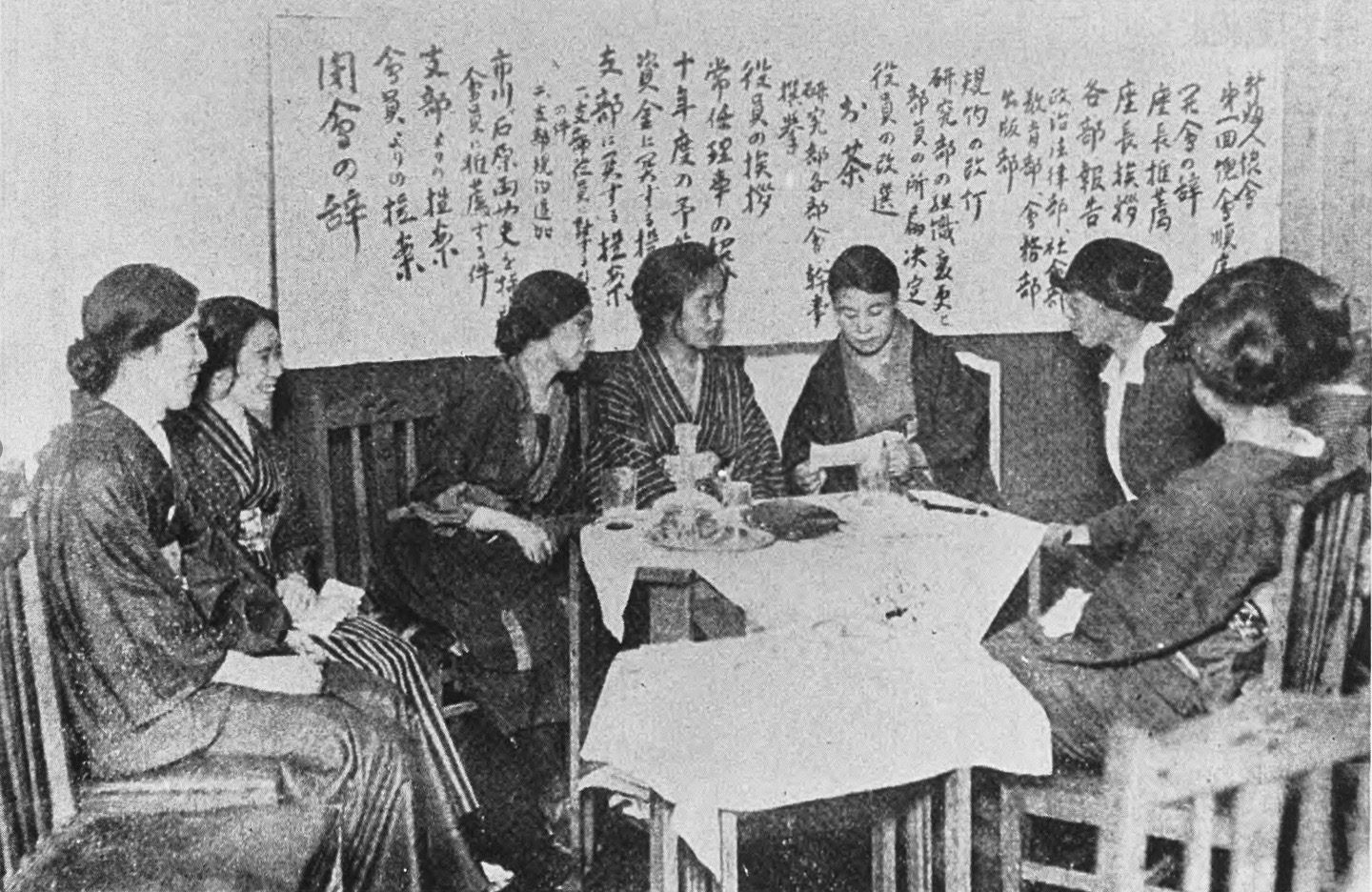
「新婦人協会」の第1回総会（1920-21年頃）。左から3番目：平塚らいてう、左から4番目：奥むめお、左から6番目：市川房枝。

新婦人協会（しんふじんきょうかい、1919年（大正8年）11月24日 - 1922年（大正11年）12月8日）は、婦人の社会的・政治的権利獲得を目指し、平塚らいてう、市川房枝、奥むめおらを中心に結成された日本初の婦人団体。
機関誌として『女性同盟』を刊行。創立から約3年の短命に終わるも、治安警察法第5条の一部改正に成功。部分的とは言え女性の政治的権利獲得に成功した戦前唯一の婦人団体として、日本婦人運動史上に大きな足跡を残す。
なお、協会創立を1920年（大正9年）3月28日の発会式からとする記述が多いが、前年1919年（大正8年）11月24日の、平塚による協会設立発表の直後から、その活動は事実上始まっており、市川房枝や児玉勝子は、何れも平塚による発表の日をもって協会発足としている。市川によれば、協会の設立発表直後から始めた、請願運動の諸作業を優先したため、発会式の準備が遅れたとのこと。

## 沿革

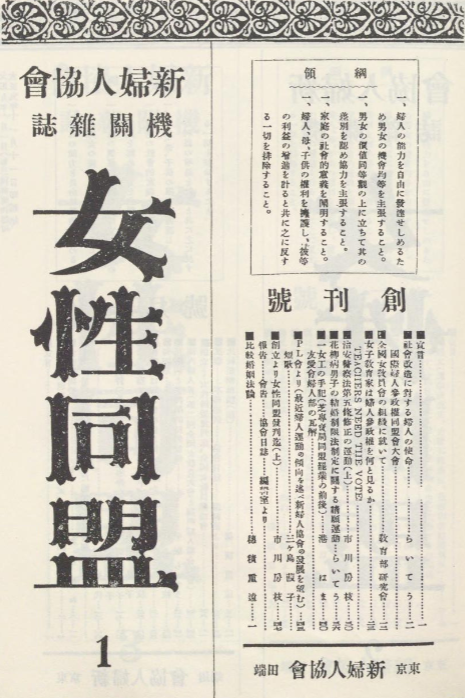
『女性同盟』創刊号（1920年10月9日発行）

広範な婦人解放を進めるため、女性による団体運動の必要性を感じていた平塚らいてうは、1919年（大正8年）頃から、友愛会婦人部の常任書記を辞したばかりの市川房枝を誘い、新団体の結成準備に取り掛かった。ちょうど平塚が、大阪朝日新聞社主催の全関西婦人大会に講師として招かれた機会に、「婦人の団結を望む」と題した講演で協会設立の趣意書を発表、事実上、新婦人協会が始動した。12月19日には東京でも協会結成を発表し、広く賛助員を募った。
当面の活動目標として治安警察法第5条改正と花柳病男子結婚制限を掲げ、請願運動を展開。1920年（大正9年）3月28日には、上野精養軒大広間において発会式開催。宣言と綱領、規約、役員を決定。当初は平塚宅を本部事務所とし、平塚、市川、奥むめおの3理事を中心に協会が運営された。また、田島ひでが書記に就任した。同年10月9日付で機関誌『女性同盟』発行。協会の組織作りの一環として、協会支部が名古屋、大阪、神戸、福山、三原、広島に結成。一方、広島県支部に対し、県当局が圧力をかける事件も発生した（広島事件）。
ところが、1921年（大正10年）6月26日に市川が理事を辞任して渡米。平塚も健康上の理由により協会運営から退いた。平塚と市川が設立早々の協会から去った背景には、運動方針をめぐる2人の対立もあった。その後の新婦人協会は、奥むめおと坂本真琴を中心に活動が続いた。この間、東京大森の坂本宅に協会本部事務所、東京西巣鴨の奥宅に機関誌編集部を移転。経済的な理由から機関誌の発行が頻繁に遅延するなど苦しい協会運営が続くが、1922年（大正11年）には治安警察法5条2項改正という大きな政治的成果をあげた。
しかし、カリスマ的指導者であった市川と精神的支柱であった平塚が去った事で、個性の強い協会員間の対立が表面化、平塚の希望により1922年（大正11年）12月8日に臨時総会を開き解散。婦人運動は1924年（大正13年）に発足する「婦人参政権獲得期成同盟会」（婦選獲得同盟）へと引き継がれ、次のステップへ進む事となった。

## 新婦人協会をめぐる出来事

### 協会創立時の動き
新婦人協会が主要課題の1つにあげた花柳病男子結婚制限は、新婚の夫から性病（花柳病）に感染した妻が、夫側から不当な扱いを受ける事例を聞いた平塚が、母性保護の立場から熱心に取り組んでいた。しかし、かねてより平塚と母性保護論争を繰り広げていた与謝野晶子は、『新婦人協会の請願運動』と題する一文の中で、新婦人協会の活動目標を舌鋒鋭く批判。特に花柳病男子結婚制限への取り組みを、「全く異様の感を持たずにいられなかった」と辛辣にこき下ろした。
これに対して平塚も中央公論誌上で反駁したが、一方で市川房枝は、「実のところ私はこの方（花柳病男子結婚制限の法制化）にはあまり関心がなかった」と、後年述懐している。
1921年4月結成の赤瀾会の山川菊栄は、雑誌『太陽』大正10年7月号で『新婦人協会と赤瀾会』を発表。協会の活動を「労して益なき議会運動」「ブルジョア婦人の慈善道楽」と批判。これに奥むめおがすぐさま同誌8月号に『私どもの主張と立場』を書いて治安警察法5条改正の意味や、女性の自覚と階級を超えた団結の必要性を説いて反駁した。

### 広島事件
新婦人協会に共鳴した女教員を中心に、広島県内に結成された協会支部（広島支部、三原支部、福山支部）に対し、広島県当局が圧力をかけた事件。
新婦人協会は、組織拡充の一環として小学校女教員に働きかけ、地方組織の拡充を図った。平塚らいてうは、1920年（大正9年）の新潟柏崎の講演旅行を皮切りに名古屋、奈良、大阪、広島等を廻り支部結成を訴えた。1920年11月15日には広島県三原女子師範学校会議室で、平塚を囲んで県内協会員と教員を交えた懇談会を開催。その後の会員会議で福山、三原、広島の3支部設置を決定する。
ところが、同じ日に刑事が同校を訪れ、翌日には地元警察署より会合に関する問い合わせが来る。11月19日には、同師範学校長が広島県庁に呼び出され、女教員が、政治的性格を有す新婦人協会へ加入する事は不都合と通告された。11月21日には平塚のもとに知らせが届き、平塚と市川房枝は内務、文部両省や警保局長を訪問して見解を正す。続いて広島県当局へ事情説明を求める電報送付。
騒ぎの拡大に慌てた広島県当局は、女教員入会を認めると前言を翻すも、一方では県内の郡役所や県視学官による、新婦人協会支部所属の教員に対する召還・調査、戒告が行なわれ、支部からの退会や機関誌購読を中止する者が続出。遂に広島支部は解散となる。
これに対し新婦人協会側は、新聞紙上や『女性同盟』誌上に広島県当局批判の論陣を張る。広島県側は、教員の政治活動を制限する1917年（大正6年）発令の訓令第11号を盾に、選挙法改正と治安警察法五条改正運動に関与しない条件で、女教員の協会加入を認めると表明。協会側は、法改正を求める請願権は国民の権利であると抗議するが、広島県内の支部会員は激減した。

### 治安警察法第5条改正運動

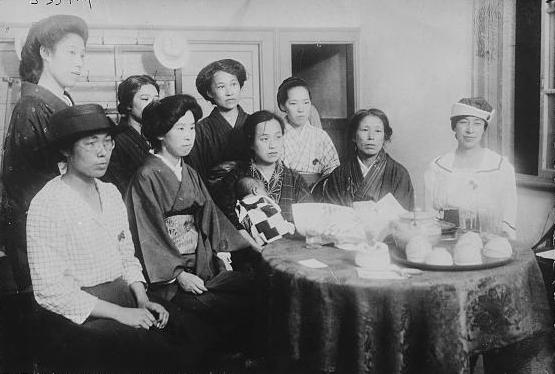
治安警察法第5条改正を求める演説会を新婦人協会が主催した際に撮影された写真。前列左から、市川房枝、氏名不詳、奥むめお、西川文子、平塚らいてう（1920年7月18日）。

「治警五条改正運動」あるいは「治警第五条修正運動」などとも呼ばれる。
同運動より先立つ1890年（明治23年）より公布されていた集会及政社法により、それまでは自由であった女性の政党結社への加入及び政治演説会への参加が禁止されていた。集会及政社法は、1900年（明治33年）に治安警察法と改称され、同法5条1項で女性の結社権（政党加入の権利）、2項で集会の自由（政治演説会に参加ないし主催する自由）を引き続き禁止した。1905年（明治38年）から1909年（明治42年）まで、遠藤清子を始めとする平民社に集う女性達により（平民社は1905年10月4日解散）、治安警察法5条改正を求める請願が、連年繰り返し議会に提出されるものの法改正には至らなかった。
新婦人協会は、この治安警察法5条改正運動を引き継ぎ、結成と同時に法改正に関する請願運動を開始。1920年（大正9年）2月には、2,057名の署名を集め、法改正を求める請願書を第42帝国議会貴族院及び衆議院へ提出。同年2月21日には、東京神田で治警法5条をテーマに新婦人協会第1回講演会を開催、市川房枝、山田わか、大山郁夫らが講演して法改正の必要性を世論に訴えた。さらに市川と平塚らいてうの二人は、治安警察法5条改正を法律案として提出するよう議員への働きかけも行なったが、2月26日に衆議院解散となる。
1920年（大正9年）の総選挙では協会支持候補の16名が当選を果たし、7月の第43議会へ治安警察法改正案を提出するも衆議院で審議未了。続く第44議会では、1921年（大正10年）2月に衆議院本会議で法案可決、貴族院も委員会可決となるが、議会最終日の3月26日の貴族院本会議において、貴族院議員藤村義朗男爵の反対演説に遭い否決となる。
1922年（大正11年）2月の第45議会衆議院に改正案再上程。2月9日には坂本真琴、奥むめおら新婦人協会幹部（この頃、平塚と市川は協会運営から退いていた）と、協会の支援者・議員が協議し、治安警察法法5条2項削除に目標を絞り込んだ上で運動を進める事を決定。2月17日夜には、坂本と奥の両名が反対派の藤村を東京中野の邸宅に訪ねて談判に及び、改正案への支持を取り付ける。その後も坂本らは、貴・衆両院各議員への陳情を連日繰り返し、3月18日に衆院本会議で改正案可決、貴族院へ送付となる。貴族院では3月20日に改正案上程、委員会付託。3月23日に委員会を通過、3月25日の議会最終日、閉会間際の午後11時50分、貴族院本会議において治安警察法5条改正案はようやく可決、成立する（5月10日公布施行）。
なお、坂本真琴により、法改正に至るまでの緊迫した議会工作の様子が、新婦人協会機関誌『女性同盟』誌上で詳細に報告されている。

## 関連史料

### 新婦人協会史料
児玉勝子「新婦人協会」を元に作成、一部加筆。
協会創立当初の役員
- 理事：平塚明（平塚らいてう）、市川房枝、奥むめお
- 評議員：坂本真琴、加藤さき子、平山信子、山田わか、吉田清子、田中孝子、矢部初子、塚本なか子、山田美都

綱領
一、婦人の能力を自由に発達せしめるため男女の機会均等を主張すること
一、男女の価値同等観の上に立ちてその差別を認め協力を主張すること
一、家庭の社会的意義を闡明（せんめい、明らかに）すること
一、婦人、母、子供の権利を雍護し、彼等の利益の増進を計ると共に之に反する一切を排除すること
宣言
「婦人も亦婦人全体のために、その正しき義務と権利の遂行のために団結すべき時が来ました。今こそ婦人は婦人自身の教養、その自我の充実を期するのみならず、相互の堅き団結の力によって、その社会的地位の向上改善を計り、婦人としての、母としての権利の獲得のため、男子と協力して戦後の社会改造の実際運動に参加すべき時であります。
若しこの時に於いて、婦人が立たなければ、到来の社会もまた婦人を除外した男子中心のものとなるに相違ありません。そしてそこに世界、人類の禍の大半が置かれるのだと思います。
私共は日本婦人がいつまで無知無能であるとは信じません。否、既に我が婦人界は今日見るべき学識あり、能力ある幾人かの新婦人を有ってゐます。しかも私共は是等の現われたる婦人以外に、なお多くの更に識見高き、思慮あり、実力ある隠れたる婦人のあることを疑ひません。
しかるに是等の婦人の力が一つとして社会的に若しくは社会的勢力となって活動して来ないのは何故でありませう。まったく婦人相互の間に何の連絡も無く、各自孤立の状態にあって、少しもその力を婦人共同の目的のために一つにしやうというやうな努力もなく、又そのための機関もないからではないでせうか。私共はさう信ずるものであります。
是私共が微力を顧みず、同志を糾合し、つとに婦人の団体的活動の一機関として「新婦人協会」を組織し、婦人相互の団結をはかり、堅忍自給の精神をもって、婦人擁護のため、その進歩向上のため、あるいは利益の増進、権利の獲得のため努力し、その目的を達っせんことを期する所以であります。」
※1920年（大正9年）3月28日発会式において決定。その他に規約全21条。1920年4月28日の第1回評議員会により、研究部を組織する事、機関誌『女性同盟』の発行等を決議。同年5月10日正会員会により研究部を組織し、研究部内規（全13条）を定める。

### 治安警察法第5条
第五条　左ニ掲クル者ハ政事上ノ結社ニ加入スルコトヲ得ス
一、現役及召集中ノ予備後備ノ陸海軍軍人
二、警察官
三、神官神職僧侶其ノ他諸宗教師
四、官立公立私立学校ノ教員学生生徒
五、女子
六、未成年者
七、公権剥奪及停止中ノ者
2．女子及未成年者ハ公衆ヲ会同スル政談集会ニ会同シ若ハ其ノ発起人タルコトヲ得ス
※上掲条文は、1922年（大正11年）4月20日改正前のもの。
※「治安警察法」1900年（明治33年）3月10日公布、同年3月30日施行。1925（大正15）年最終改正。1945（昭和20）年11月21日「治安警察法廃止等ノ件(勅令第638号)」により廃止。

## 引用・参考文献
- 市川房枝「新婦人協会の歴史」『私の婦人運動』秋元書房、1972年、5～94頁。
- 伊藤野枝「中産階級婦人の利己的運動:婦人の政治運動と新婦人協会の運動について」、井手文子・堀切利高編『定本伊藤野枝全集』第3巻、學藝書林、2000年。（初出:『改造』第3巻第2号、1921年2月号）。
- 折井美耶子・女性の歴史研究会（編著）『新婦人協会の研究』ドメス出版、2006年。
- 折井美耶子・女性の歴史研究会（編著）『新婦人協会の人びと』ドメス出版、2010年 ISBN 978-4810707328
- 金子幸代『鴎外と〈女性〉』大東出版社、1992年、322頁。 ISBN 4-500-00588-9
- 児玉勝子「新婦人協会」『婦人参政権運動小史』ドメス出版、1981年、35～79頁。
- 坂本真琴「治警第五条修正運動の概略」『女性同盟』6月号（14号）、1922年、5～12頁。
- 坂本真琴「安達内相に－治警五条全条の削除を要望します－」『婦選』11月号（3巻11 号）、1929年、12～14頁。
- 女性の歴史研究会「女性解放運動のさきがけ新婦人協会の研究」『女性の歴史研究会会誌』第1号、女性の歴史研究会、1998年。※背のタイトル: 新婦人協会の研究
- 女性の歴史研究会「新婦人協会の研究:女性解放運動のさきがけ」『女性の歴史研究会会誌』第2号、女性の歴史研究会、2001年。
- 女性の歴史研究会「新婦人協会の研究:女性解放運動のさきがけ」『女性の歴史研究会会誌』第3号、女性の歴史研究会、2003年。※年譜あり、著作目録あり